# Privé de désert
Privé de désert (titre original : A Fire in the Sun) est un roman de George Alec Effinger publié en 1989.

## Édition
- Denoël, coll. Présence du futur no 516, 1991